# Brusselse gewestverkiezingen 2004/Kandidatenlijst/Vlaams Blok
Dit is de kandidatenlijst van het Vlaams Blok voor de Brusselse gewestverkiezingen van 2004. De verkozenen staan vetgedrukt.

## Effectieven
1. Johan Demol
2. Dominiek Lootens-Stael
3. Greet Van Linter
4. Jos Van Assche
5. Urbain Decat
6. Maria De Berlangeer-Lichtert
7. Erland Pison
8. Godelieve Van Obbergen
9. Valérie Seyns
10. Rolando Assys
11. Piet Verelst
12. Marianne Beullens
13. Herman Vereecken
14. Martine Leemans
15. Anne-Marie Stroobants
16. Jacqueline Peeters
17. Frédéric Erens

## Opvolgers
1. Frédéric Erens
2. Erland Pison
3. Valérie Seyns
4. Urbain Decat
5. Frans Knockaert
6. Leon Claeys
7. Ingrid Plancke
8. Anna De Smet
9. Arie De Smedt
10. Simonne Van Rossem-Martien
11. Annette Van Humbeeck
12. Hans-Peter Luyckx
13. Martine Demol
14. Mia Van Haelst-Vercraeye
15. Reinhilde Coosemans
16. Erik Arckens